# Víktor Tregúbov
Víktor Nikoláyevich Tregúbov –en ruso, Виктор Николаевич Трегубов– (Shajty, 13 de abril de 1965) es un deportista ruso que compitió para la Unión Soviética en halterofilia.
Participó en los Juegos Olímpicos de Barcelona 1992, obteniendo una medalla de oro en la categoría de 100 kg. Ganó dos medallas en el Campeonato Mundial de Halterofilia, oro en 1993 y plata en 1994, y dos medallas en el Campeonato Europeo de Halterofilia, plata en 1991 y bronce en 1987.

## Palmarés internacional
| Representando a la URSS           |                        |                   |           |
| Campeonato Europeo                |                        |                   |           |
| Año                               | Lugar                  | Medalla           | Categoría |
| 1987                              | Reims (Francia)        | Medalla de bronce | 90 kg     |
| 1991                              | Władysławowo (Polonia) | Medalla de plata  | 100 kg    |
| Representando al Equipo Unificado |                        |                   |           |
| Juegos Olímpicos                  |                        |                   |           |
| Año                               | Lugar                  | Medalla           | Categoría |
| 1992                              | Barcelona (España)     | Medalla de oro    | 100 kg    |
| Representando a Rusia             |                        |                   |           |
| Campeonato Mundial                |                        |                   |           |
| Año                               | Lugar                  | Medalla           | Categoría |
| 1993                              | Melbourne (Australia)  | Medalla de oro    | 99 kg     |
| 1994                              | Estambul (Turquía)     | Medalla de plata  | 99 kg     |